# Municipio de Sylvania (Misuri)
El municipio de Sylvania (en inglés: Sylvania Township) es un municipio ubicado en el condado de Scott en el estado estadounidense de Misuri. En el año 2010 tenía una población de 2252 habitantes y una densidad poblacional de 13,72 personas por km².

## Geografía
El municipio de Sylvania se encuentra ubicado en las coordenadas 37°5′9″N 89°42′19″O / 37.08583, -89.70528. Según la Oficina del Censo de los Estados Unidos, el municipio tiene una superficie total de 164.11 km², de la cual 163,67 km² corresponden a tierra firme y (0,27 %) 0,44 km² es agua.

## Demografía
Según el censo de 2010, había 2252 personas residiendo en el municipio de Sylvania. La densidad de población era de 13,72 hab./km². De los 2252 habitantes, el municipio de Sylvania estaba compuesto por el 97,96 % blancos, el 0,89 % eran afroamericanos, el 0,13 % eran amerindios, el 0,04 % eran asiáticos y el 0,98 % eran de una mezcla de razas. Del total de la población el 1,02 % eran hispanos o latinos de cualquier raza.